# 13992 Cesarebarbieri
13992 Cesarebarbieri este un asteroid din centura principală de asteroizi.

## Descriere
13992 Cesarebarbieri este un asteroid din centura principală de asteroizi. A fost descoperit pe 17 martie 1993 la Observatorul La Silla în cadrul programului UESAC. Asteroidul prezintă o orbită caracterizată de o semiaxă mare de 2,37 ua, o excentricitate de 0,10 și o înclinație de 7,3° în raport cu ecliptica.